# Intelligence College in Europe
Das Intelligence College in Europe (ICE) ist eine zwischenstaatliche, von den Institutionen der Europäischen Union unabhängige Dialogplattform, die unter anderem den Nachrichtendiensten Europas ein Kommunikationsnetzwerk zur Verfügung stellt. Das ICE soll alle Nachrichtendienste (zivile, militärische, interne, externe und technische Dienste) der europäischen Länder, nationale und europäische Entscheidungsträger sowie die akademische Welt zusammenbringen, um strategisches Denken zu fördern und so eine gemeinsame nachrichtendienstliche Kultur zu entwickeln. Es hat keine eigene Rechtsform und keinen formellen Sitz. Seine Aktivitäten, die von den Mitgliedsländern und Partnern durchgeführt werden, werden von einem Sekretariat in Paris verwaltet. Zudem verfügt es über einen Vorstand und einen Aufsichtsrat.

## Geschichte
Das Intelligence College in Europe wurde am 5. März 2019 in Paris gegründet. Vorangegangen war eine Initiative des französischen Staatspräsidenten Emmanuel Macron im Rahmen seiner Rede an der Sorbonne 2017, in der er u. a. die Einrichtung einer „europäischen Nachrichtendienst-Akademie“ vorschlug.
Emmanuel Macron benannte diese Initiative anlässlich der Eröffnungsveranstaltung am 5. März 2019 in Paris in „Intelligence College in Europe“ um. An diesem Treffen nahmen hochrangige Vertreter von sechsundsechzig Nachrichtendiensten aus dreißig europäischen Ländern teil. Bei den dreißig Ländern handelte es sich um die 27 EU-Mitgliedstaaten sowie um Norwegen, das Vereinigte Königreich und die Schweiz.
Am 26. Februar 2020 trafen sich dreiundzwanzig Staaten in Zagreb, um die Absichtserklärung zu unterzeichnen, die die Existenz des Intelligence College in Europa formalisiert und einen Governance-Rahmen festlegt hat. Diese 23 Staaten sind Belgien, Dänemark, Deutschland, Estland, Finnland, Frankreich, Italien, Kroatien, Lettland, Litauen, Malta, Niederlande, Norwegen, Österreich, Portugal, Rumänien, Schweden, Slowenien, Spanien, Tschechien, Ungarn, Vereinigtes Königreich so wie Zypern.  Kroatien hatte zu dieser Zeit die EU-Ratspräsidentschaft inne.
Von den 30 Ländern, die sich ursprünglich am 5. März 2019 in Paris getroffen haben, haben sich sieben für einen Partnerstatus entschieden, der weniger restriktiv ist, ihnen aber dennoch die Teilnahme an bestimmten Aktivitäten ermöglicht. Diese Länder können durch Unterzeichnung der Absichtserklärung jederzeit Vollmitglieder des College werden, dies geschah im Mai 2023 mit Bulgarien. Derzeit haben Griechenland, Irland, Luxemburg, Polen, die Schweiz und die Slowakei einen Partnerstatus.

## Organisation
Das Intelligence College in Europe arbeitet mittels einer dreistufigen Organisation, die die folgenden Organe umfasst:
- den Aufsichtsrat (Steering Committee), ein Entscheidungsgremium, in dem die Mitglieder des College repräsentiert sind,
- den Vorsitz des Aufsichtsrates (Presidency), der von einem Land im jährlichen Wechsel wahrgenommen und von einer Troika unterstützt wird. Die Troika setzt sich wiederum aus früheren und künftigen Vorsitzen zusammen.
- das ständige Sekretariat (Permanent Secretariat), das für die Umsetzung der Entscheidungen des Aufsichtsrates zuständig ist und seinen Sitz auf dem Gelände des Ecole Militaire in Paris hat.
- Liste der Vorsitze:
  - Kroatien (2020)[5]
  - Vereinigtes Königreich (2021)[6]
  - Italien (2022)[7]
  - Rumänien (2023).

Am 14. September 2020 übernahm Yasmine Gouédard als erste Person die Leitung des ständigen Sekretariats des Intelligence College in Europe. Am 2. Mai 2022 trat François Fischer ihre Nachfolge an.

## Auftrag
Das Intelligence College in Europe zielt darauf ab, strategisches Denken zu fördern und so eine gemeinsame nachrichtendienstliche Kultur in Europa zu entwickeln. Dies soll erreicht werden durch die
- Förderung des Austausches von nachrichtendienstlichen Erfahrungen und Kulturen,
- Sensibilisierung für nachrichtendienstliche Belange und Fragestellungen sowie
- Förderung eines stärkeren Austausches zwischen Wissenschaft, Nachrichtendiensten und der Zivilgesellschaft

## Aktivitäten
Das Intelligence College in Europe bietet drei unterschiedliche Arten von Aktivitäten an, die von den Mitgliedsländern organisiert werden:
- „Thematic Seminars“ und Webinare,
- „Outreach Sessions“ sowie
- ein akademisches Programm („Academic Programme“).

Das College wird bei der Organisation dieser Aktivitäten durch ein eigenes akademisches Netzwerk unterstützt.